# Minaret Kalan
Minaret Kalan (uzbeško Minorai Kalon, tadžiško Minâra-i Kalân, Kalon Minor, Kalon Minaret) je minaret kompleksa Po-i-Kalan v Buhari v Uzbekistanu in ena najpomembnejših znamenitosti v mestu.
Minaret, ki ga je zasnoval Bako, je leta 1127 na obstoječi strukturi, imenovani Kalan, zgradil karahanidski vladar Mohamed Arslan Kan, da bi petkrat na dan klical muslimane k molitvi. Pred začetkom gradnje te strukture, imenovane Kalan, kar pomeni blaginja, je bil porušen prejšnji stolp, ki se je porušil, in je nakazoval na budistično ali zoroastersko preteklost. Zgrajen je v obliki okroglega stebra iz žgane opeke, ki se zožuje navzgor. Visok je 45,6 metra (48 metrov vključno s konico), premera na dnu 9 metrov in višine 6 metrov.
V notranjosti okoli stebra vodi spiralno stopnišče iz opeke, ki vodi do rotunde. Osnova stolpa ima ozke okrasne vrvice, prepletene z opeko, ki je postavljena bodisi ravno bodisi diagonalno. Friz je prekrit z modro glazuro z napisi.
V času vojne so bojevniki minaret uporabljali kot opazovalni stolp za opazovanje sovražnikov.
Približno sto let po izgradnji je stolp tako navdušil Džingiskana, da je ukazal, naj mu prizanesejo, ko so njegovi možje uničili vse naokoli. Znan je tudi kot Stolp smrti, ker so še pred kratkim, v začetku 20. stoletja, zločince usmrtili tako, da so jih vrgli z vrha. Fitzroy Maclean, ki je leta 1938 na skrivaj obiskal mesto, v svojih spominih Vzhodni pristopi pravi: »Stoletja pred letom 1870 in ponovno v nemirnih letih med letoma 1917 in 1920 so moške metali v smrt z nežno okrašene galerije, ki ga krona.«

## Zgodovina
Po nekaterih zgodovinskih virih je bil pred gradnjo minareta Kalan na njegovem mestu še en minaret, manjši, ki je kasneje padel, in na njegovem mestu so se odločili zgraditi sedanjega.
Minaret je bil zgrajen leta 1127 (12. stoletje), ko je bila Buhara del države Karahanid. Pobudnik gradnje je bil vladar iz rodbine Karahanidov - Arslan Kan Mohamed, ki je bil znan po svojem urbanističnem razvoju. Njegovo ime kot pobudnika gradnje je vklesano na enem od pasov minareta. Arhitekt minareta je bil mojster Bako, ki je bil kasneje pokopan 45 metrov od samega minareta. V oporoki arhitekta je bilo zapisano, da bo minaret, če se bo zrušil, padel na njegovo glavo in je zapovedal, naj ga pokopljejo na mestu, ki ga bo sam določil. Po legendi je mojster gradbenik, ki je postavil temelje minareta iz alabastra in kameljega mleka, izginil, a se je vrnil le dve leti pozneje, ko so temelji postali trpežni, in se lotil zidanja.
Nekoč je minaret opravljal več funkcij. Hkrati je bil opazovalni stolp, imel je tudi versko funkcijo, zlasti so ga uporabljali za adhan (klicanje muslimanov k molitvi) v mošejo Kalan, ki stoji ob minaretu. Uporabljali so ga tudi za klicanje prebivalstva v najbližjem območju k branju odlokov vladarjev in ob drugih priložnostih.
Leta 1920 je minaret utrpel škodo zaradi sovjetskega bombardiranja v operaciji Buhara.
Leta 1924 je bil manjši del zidu in muqarnas minareta obnovljen. Leta 1960 je bil z ustanoviteljem Ochilom Bobomurodovom popravljen in ojačan podzemni del minareta, kjer so temelji minareta. Leta 1997, ob 2500. obletnici Buhare, je bil minaret temeljito rekonstruiran in restavriran s strani najboljših mojstrov. V naslednjih letih so na minaretu izvedli tudi manjša restavratorska dela.

## Opis
Minaret Kalan je mogočen, proti vrhu zožen opečnat steber, ki se zaključi z valjasto rotundo v obliki lanterne s stalaktitnim vencem. Laterna ima šestnajst odprtih lokov, nad katerimi je tudi okrasni stalaktitni venec, imenovan šarafa. Minaret stoji v jugovzhodnem vogalu Petkove mošeje in je s streho povezan z obokanim mostom za pešce.
Višina stebla minareta je 46,5 metra. Obseg stebla pri dnu je 30,43 metra, ustrezni premer pa 9,7 metra. V Srednji Aziji ima večji premer osnove le Kutlug Temurjev minaret v Konje Urgenču. Gred minareta se proti vrhu opazno zoži, tik pod laterno, približno 32 metrov od podnožja, pa ima premer 6 metrov. Okroglo gred minareta podpira desetstrani podstavek, visok več kot 185 centimetrov, ki je, tako kot celoten minaret, zgrajen iz visokokakovostnih žganih opek (27 x 27 x 5 centimetrov) z mavčno malto. Sčasoma sta se opeka in malta združili v monolitno maso, kar je zagotovilo redko ohranjenost strukture na tem območju.
Podzemni del minareta je sestavljen iz opečnega temelja neznane globine. Izkop, ki je dosegel globino 13 metrov, ni dosegel njegovega dna. Spodnji deli temeljev so položeni na glineno (puhličasto) malto, pri čemer se postopoma dodaja mavec in rastlinski pepel, ko se dviga, kar zmanjšuje vsebnost gline. Posledično v podstavku minareta ni puhličaste malte. Popolnoma pravilno zidanje temeljev krasijo trije pasovi rumenih apnenčastih plošč. Dekorativni okraski minareta so sestavljeni iz opeke in ploščic, ki so zelo dobro žgane brez glazure. Stene minareta so okrašene z različnimi, ne le geometrijskimi vzorci. Poleg tega so na stenah vklesana zgodovinska in verska kufska besedila.

## Galerija
- Minaret leta 1909
- Del ansambla Poi-Kalyan: minaret in mošeja Kalan
- Pogled na Poi-Kalyan: minaret in mošeja Kalan, medrese Mir-i Arab
- Pogled na del stare Buhare
- Zunanje stene minareta
- Minaret Kalan leta 1913; fotografija avtorja Wilhelma Hartevelda
- Notranje stopnišče
- Stolp (Minora) v mestu Buhara